# Туми, Пэт
Патрик Джозеф «Пэт» Туми (англ. Patrick Joseph "Pat" Toomey; 17 ноября 1961, Провиденс, Род-Айленд) — американский политик. Сенатор США от штата Пенсильвания с 2010 по 2023 год, представлял Пенсильванию в Палате представителей с 1999 по 2005. Член Республиканской партии.
Он получил степень бакалавра в Гарвардском университете (1984), работал в банковской сфере, в том числе занимался торговлей валютой и ценными бумагами.